# Trần Nhuận Minh
Trần Nhuận Minh (sinh năm 1944) là nhà thơ Việt Nam, được tặng Giải thưởng Nhà nước về Văn học Nghệ thuật năm 2007.

## Tiểu sử
Trần Nhuận Minh, sinh ngày 20 tháng 08 năm 1944, quê tại thôn Điền Trì, xã Quốc Tuấn, huyện Nam Sách, tỉnh Hải Dương.
Trần Nhuận Minh lúc mới làm thơ lấy bút danh là Trần Bình Minh, có thơ đăng trên báo từ 1960. Sau khi tốt nghiệp khoa Ngữ văn Đại học Tổng hợp Hà Nội, ông đi dạy học (1962–1969). Sau đó ông hoạt động sáng tác, làm biên tập tạp chí Người vùng mỏ và sách của Hội Văn nghệ Quảng Ninh nhiều năm. Ông từng là Bí thư Đảng đoàn, Chủ tịch Hội Văn học nghệ thuật Quảng Ninh, Tổng biên tập báo Hạ Long. Đại diện báo Tiền phong tại Quảng Ninh (1993–2008). Uỷ viên Uỷ ban toàn quốc Liên hiệp các Hội Văn học Nghệ thuật Việt Nam.
Hiện ông là Uỷ viên Hội đồng thơ, Phó trưởng ban công tác nhà văn khu vực phía Bắc của Hội Nhà văn Việt Nam.
Ông là đảng viên Đảng Cộng sản Việt Nam; hội viên Hội Nhà văn Việt Nam từ năm 1983.

## Sự nghiệp
Đến năm 2024, gia tài văn học của Trần Nhuận Minh đã có 65 tập sách, trong đó, có 30 tập thơ tiếng Việt và 19 tập thơ khá dầy dặn, in sang trọng theo kiểu hàn lâm, bằng các ngôn ngữ khác ở các nước... Ông đã có biên khảo, tuyển chọn và giới thiệu 6 nhà thơ lớn của thế giới, như: Khuất Nguyên, Xécgây Exênhin, Oan Uýtman, Yanit Rítxốt, Nicoola Ghiden… ngoài ra còn hàng ngàn bài báo, những bài nghiên cứu về lịch sử và văn hóa, về nghề văn và công việc bếp núc của sáng tác…
Nhiều tập thơ của ông đã được tái bản nhiều lần. Ví dụ như tập “Nhà thơ và hoa cỏ” tái bản hơn hai mươi lần, “Bản sonat hoang dã” tái bản đến 13 lần, "45 khúc đàn bầu của kẻ vô danh" và “Miền dân gian mây trắng” cũng tái bản năm lần. Điều đó phần nào cho thấy tác phẩm của ông đã có được một sự chấp nhận nhất định trong công chúng.
Thơ Trần Nhuận Minh còn dành được sự chú ý rộng rãi ở nhiều nước.
Năm 2023, báo Sindh Courie (Pakistan) đăng bài "Bốn mùa", bản dịch của Nbak; báo Newsn Jeju (Hàn Quốc) đăng bài "Chỉ một phút ấy”, bản dịch tiếng Hàn của Kang Byeong Cheol; tạp chí văn học The Café Review ở Madrid (Tây Ban Nha) đã phỏng vấn nhà thơ Trần Nhuận Minh với 15 câu hỏi về thơ của ông và thơ Việt Nam, do Steve Luttell và John Liddy thực hiện; báo Rivista Turina ở Tây Ban Nha, đăng 4 bài gồm: "Trong vườn Exenhin", "Đêm trắng", "Ghi ở Vancouve" và "Chuyện lạ ở khách sạn Đài Bắc", bản dịch tiếng Tây Ban Nha của John Liddy. Nhà xuất bản PRODIGY đã phát hành “Tuyển tập thơ Hy Lạp – Việt Nam 2023” dày 324 trang, gồm thơ của 42 tác giả Hy Lạp và Việt Nam, mỗi tác giả có 1 trang ảnh chân dung và 3 bài thơ tiếng Anh. Trần Nhuận Minh có 3 bài: "Chiều Yên Tử" , "Chơi thuyền trên Vịnh Hạ Long" và "Nhà thơ áp tải".
Đặc biệt, Trần Nhuận Minh đã có bộ tuyển 3 tập thơ xuất bản bằng tiếng Anh, gồm 294 bài thơ và 1 trường ca: Tập một – Flared up subconscious (Bừng thức) gồm 62 bài, đã được in tại NXB Ukiyoto Canada bằng 4 thứ tiếng Anh, Đức, Pháp và Tây Ban Nha, bản dịch của Hội đồng dịch thuật Châu Âu, phát hành toàn cầu năm 2022-2023, Tập 2 – The day I live (Ngày tôi sống) có 80 bài thơ, do Vũ Anh Tuấn và Ngô Bình Anh Khoa chuyển ngữ tiếng Anh, hiệu đính bởi Bob Chee. Tập 3 – Human realm (Cõi người) do NXB Hội Nhà văn Việt Nam phát hành tháng 1-2024, gồm 152 bài thơ và 1 trường ca One hundred last steps (Một trăm bước cuối cùng), sau đó được xuất bản sách điện tử tại Hàn Quốc. Đến 2024, số lượng thơ xuất bản bằng tiếng Anh của ông là 13 tập.
Năm 2007, ông được tặng Giải thưởng Nhà nước về Văn học Nghệ thuật với tập thơ Nhà thơ và hoa cỏ và trường ca Bản sonate hoang dã.

## Tác phẩm chính

### Thơ
- Đấy là tình yêu (1971);
- Âm điệu một vùng đất (1980);
- Thành phố bên này sông (1982);
- Nhà thơ áp tải (1989);
- Hoa cỏ (1992);
- Nhà thơ và hoa cỏ (1993);
- Giọt phù sa vạn dặm (2000);
- Trần Nhuận Minh thơ (2003);
- Bản Xô nát hoang dã (2003);
- Thơ với tuổi thơ (2003)
- Trần Nhuận Minh- Tuyển tập tác phẩm thơ (2005);
- Tuyển thơ 1960 – 2003 (2005)
- Gửi lại dọc đường (2005);
- 45 khúc đàn bàu của kẻ vô danh (2007);
- Miền dân gian mây trắng (2008);
- Bốn mùa – Pou seasons (2008);
- Bốn mùa (2009).
- Miền dân gian mây trắng (thơ, 2011);
- Bốn mùa (thơ, 2011);
- Cánh rừng đã bay về trời (thơ, 2012);
- Thành phố Dịu Dàng (thơ, 2015, in lần thứ 2, năm 2017);
- Liệu có kiếp sau (thơ, 2017);
- Qua sóng Trường Giang (thơ, 3 ngữ: Việt – Trung – Anh, 2017, in lần thứ 2, 2018);
- Biết gửi cho ai (thơ, 2018);
- Trường ca Đá cháy (thơ, 2020, in lần thứ 29);
- Trần Nhuận Minh – Thi ca tinh tuyển tập (thơ, tiếng Trung, Phùng Trọng Bình, Dương Hạ Nguyệt, Tấn Dương dịch, GS.TS Phùng Trọng Bình và Ths Dương Hạ Nguyệt giới thiệu, 2014);
- Đi ngang thế gian – Tuyển tập thơ Trần Nhuận Minh (thơ, 3 ngữ: Việt – Trung – Đài, Tưởng Vi Văn, Thái Thị Thanh Thủy dịch, GSTS Tưởng Vi Văn giới thiệu, 2018);
- Flared up subconscious (Bừng thức) – Tập một – Tiếng Anh, 2023
- The day I live (Ngày tôi sống) – Tập 2 – Tiếng Anh, 2024
- Human realm (Cõi người) – Tập 3 – Tiếng Anh, 2024

### Văn
- Trước mùa mưa bão (1980);
- Hòn đảo phía chân trời (2000);
- Truyện chọn lọc viết cho thiếu nhi (2002);
- Đối thoại văn chương (tiểu luận, 2012);
- Thời gian lên tiếng (tiểu luận, 2013)
- Trước mùa mưa bão, truyện vừa (2020, in lần thứ 9, 2020)

## Vinh danh
- Giải thưởng Nhà nước về Văn học Nghệ thuật năm 2007

### Giải thưởng văn học
- Giải thưởng Hội Nhà văn Việt Nam;
- Giải thưởng Tổng liên đoàn Lao động Việt Nam (ba lần): Năm 1980 với tập thơ “Âm điệu một vùng đất”, năm 1990 với tập thơ “Nhà thơ áp tải”, năm 1997 với tập thơ “Nhà thơ và họa cỏ”;
- Giải thưởng Uỷ ban toàn quốc Liên hiệp các Hội Văn học Nghệ thuật Việt Nam;
- Giải thưởng văn học thiếu nhi của Trung ương Đoàn Thanh niên Cộng sản Hồ Chí Minh năm 1979 với tập truyện vừa “Trước mùa mưa bão”
- Giải thưởng Uỷ ban Thiếu niên Nhi đồng Trung ương;
- Giải thưởng Nhà xuất bản Kim Đồng.

Nguồn: